# Lass Sangaré
Lassina Sangaré (20 de noviembre de 2001) es un futbolista costamarfileño que juega en la posición de centrocampista en las filas del Club Recreativo Granada de la Primera Federación.

## Trayectoria
Es un centrocampista formado en las categorías inferiores del Williamsville AC, con el que llegó a debutar en la Primera División de Costa de Marfil. 
En la temporada 2020-21, firma por el Club Deportivo Básico Paracuellos Antamira de la Tercera Federación.
El 17 de agosto de 2021, el jugador es cedido al Valencia Club de Fútbol Mestalla de la Tercera Federación por dos temporadas. En las filas del filial valencianista solo disputaría seis partidos y participaría en entrenamientos del primer equipo siendo convocado en una ocasión por José Bordalás, pero al término de la temporada, el club valencianista rompería su contrato de cesión.
El 9 de agosto de 2022, firma por el Club de Fútbol Talavera de la Reina de la Primera Federación.
El 8 de agosto del 2023, firma por el Recreativo Granada de la Primera Federación

## Clubes
| Club                       | País            | Año       | Partidos | Goles |
| -------------------------- | --------------- | --------- | -------- | ----- |
| Williamsville AC           | Costa de Marfil | 2019-2020 |          |       |
| CDB Paracuellos Antamira   | España          | 2020-2021 | 4        | 0     |
| Valencia Mestalla (cedido) | España          | 2021-2022 | 6        | 0     |
| CF Talavera de la Reina    | España          | 2022-2023 | 33       | 1     |
| Club Recreativo Granada    | España          | 2023-     | 17       | 0     |